# 穆雷江
穆雷江（Mole Chaung），上游称勐来河（勐乃河； Mong Lai Hka）, 属伊洛瓦底江水系，发源于中国云南省盈江县昔马镇东北的尖峰山（海拔2685.5ｍ），流经盈江县昔马镇、那邦镇，在那邦镇阿困附近与羯羊河（Gayang Hka）汇 合后称穆雷江，沿国境线由南向北流至中缅S29号界碑附近与拉沙河（ Laisa Stream）汇合后出境，在缅甸八莫均基(Kyungyi；坐标24°19′30.74″N 97°10′54.04″E / 24.3252056°N 97.1816778°E)附近流入依洛瓦底江。穆雷江流域面积462 Km2，中国国内流域面积402 Km2，国内河长46.5Km，平均比降41.4‰。主要支流有羯羊河（左岸）及拉沙河（右岸），均为中缅界河。穆雷江至拉沙河口段亦为中缅界河（界河长约6 km）。